# 1996年アトランタオリンピックのブルンジ選手団
1996年アトランタオリンピックのブルンジ選手団（1996ねんアトランタオリンピックのブルンジせんしゅだん）は、1996年7月19日から8月4日にかけてアメリカ合衆国のジョージア州アトランタで開催された1996年アトランタオリンピックのブルンジ選手団、およびその競技結果。

## 概要
今大会が初参加だったブルンジ勢は金メダル1個を獲得した。
陸上男子5000mでベヌステ・ニョンガボが金メダルを獲得し、ブルンジにオリンピック初メダルをもたらした。

## メダル
| メダル | 選手名               | 競技 | 種目      |
| ------ | -------------------- | ---- | --------- |
| 金     | ベヌステ・ニョンガボ | 陸上 | 男子5000m |